# Calycopis isobeon
Calycopis isobeon är en fjärilsart som beskrevs av Butler och Druce 1872. Calycopis isobeon ingår i släktet Calycopis och familjen juvelvingar. Inga underarter finns listade i Catalogue of Life.

## Bildgalleri

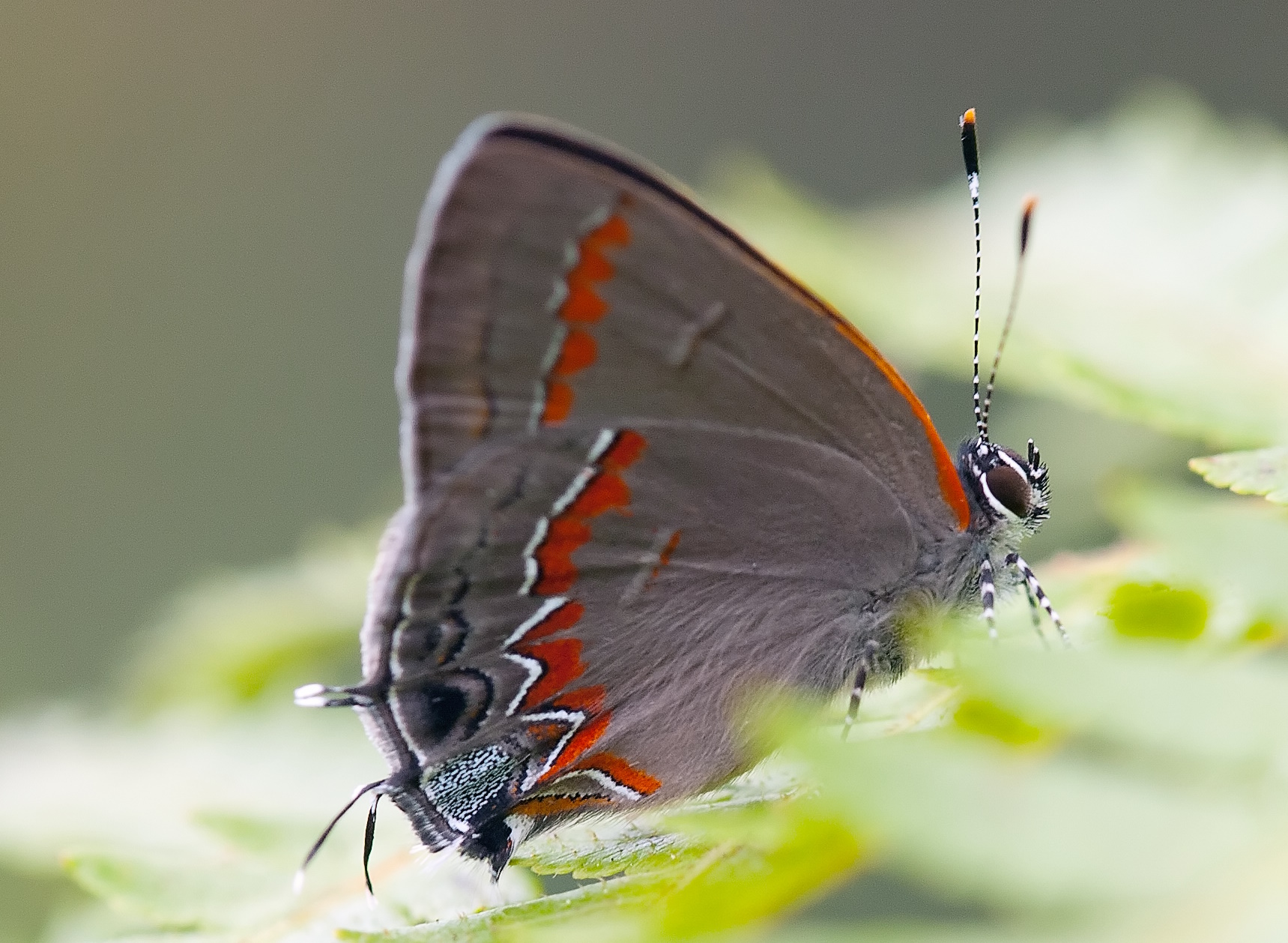